# زمین‌لرزه ۱۹۸۴ شمال سوماترا
زمین‌لرزه شمال سوماترا  در تاریخ ۱۷ نوامبر ۱۹۸۴ میلادی، برابر با ‎۲۶ آبان ۱۳۶۳، ساعت ۶:۴۹:۳۰ به زمان یوتی‌سی در اندونزی ، منطقه سوماترا رخ داد. ژرفای این زلزله ۲۸٫۲ کیلومتر بود، و بزرگی آن ۷٫۱ در مقیاس Mw اعلام شده‌است. زمین‌لرزه به وقت محلی در روز شنبه، ساعت ۱۳ روی داده و منطقه زمانی آن یوتی‌سی +۷ بوده‌است .
سازمان زمین‌شناسی آمریکا نیز رومرکز این زمین‌لرزه را در مختصات ۰°۱۱′۴۹″شمالی ۹۸°۰۱′۳۷″شرقی / ۰٫۱۹۷°شمالی ۹۸٫۰۲۷°شرقی و ژرفای آنرا در ۳۳ کیلومتر گزارش کرده‌است. بزرگی برگزیدهٔ این سازمان از میان بزرگیهای محاسبه‌شدهٔ مختلف ۷٫۴ در مقیاس MS بوده و از دید اثر، در میان چهار دسته‌بندی «نامحسوس»، «محسوس»، «زیان‌آور» یا «با تلفات»، زلزله را «با تلفات» اعلام کرده‌است.
پروژهٔ «تنسور گشتاور مرکزوار» زاویه‌های (راستا، شیب، ریک) گسل سازندهٔ زمین‌لرزه و صفحه عمود بر آنرا (°۳۳۴، °۱۰، °۱۱۶) یا (°۱۲۸، °۸۱، °۸۶) و نوع گسل را «معکوس» فرارسانده‌است.
زمین‌لرزه هیچ کشته‌ای نداشته و شمار زخمیان ۱ نفر برآورده شده‌است.